# Schleicher Ka-4 Rhönlerche II

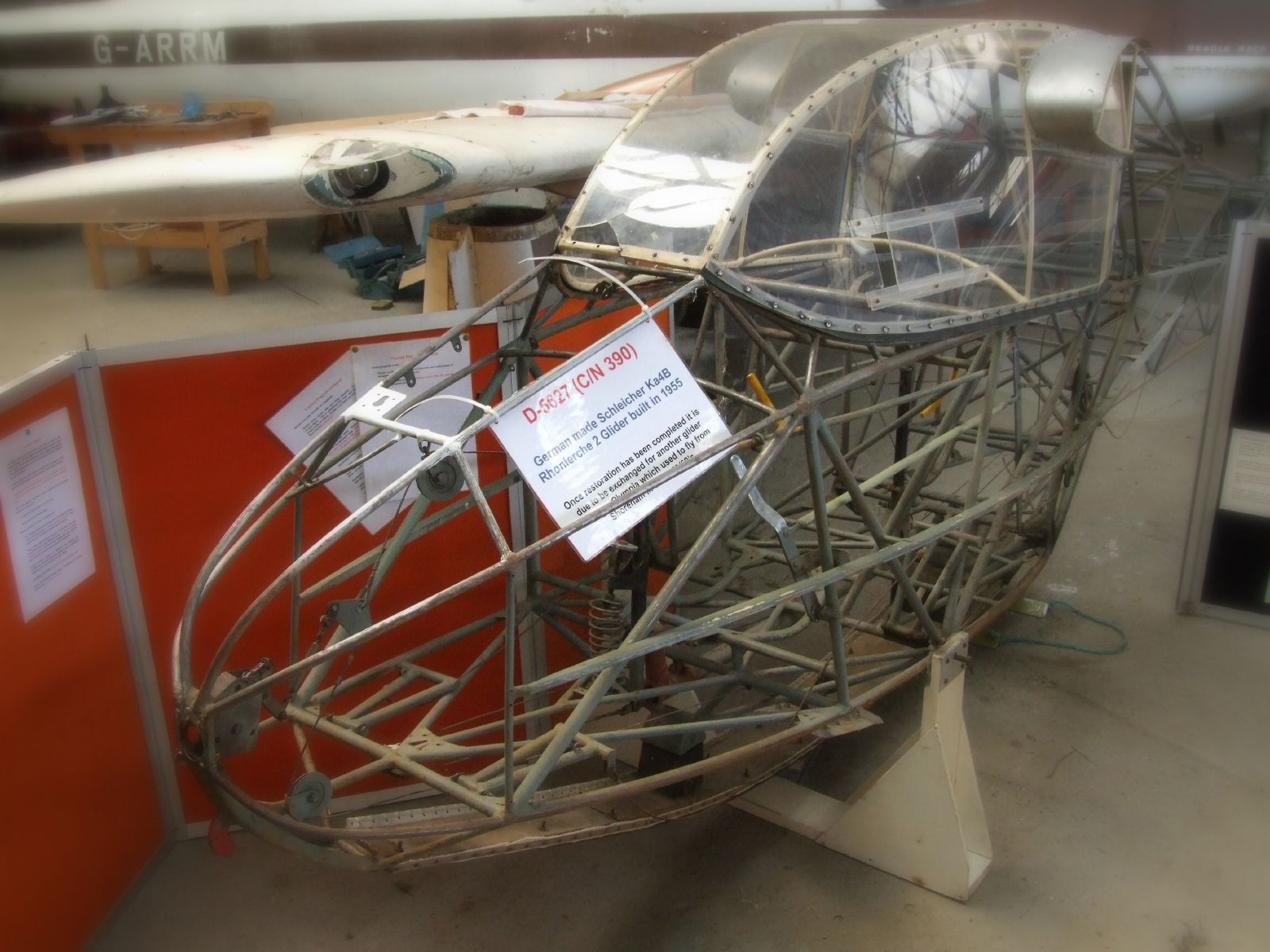
Buizenframe van een Ka-4 romp

De Schleicher Ka-4 Rhönlerche II, ook wel Ka-4 of K4 genoemd, is een hoogdekker tweezits zweefvliegtuig van West-Duitse makelij. Het zweefvliegtuig is ontworpen door Rudolf Kaiser en werd geproduceerd door Alexander Schleicher GmbH & Co.

## Ontwerp en ontwikkeling
De K4 is ontworpen als een tweezits zweefvliegtuig voor les- en opleidingsdoeleinden. De romp van het vliegtuig heeft een met linnen bespannen staalbuis vakwerkconstructie, ook de houten vleugels zijn met linnen bespannen. De vleugels worden ondersteund door enkelvoudige vleugelstijlen en zijn uitgerust met duikremkleppen. Het landingsgestel bestaat uit een enkel vast ongeremd wiel gemonteerd achter een houten neusschaats. Onder de achterkant van de romp bevindt zich een staartslof. Er zijn totaal 338 K4 toestellen gebouwd.

## Operationele geschiedenis
De K4 was een veelgebruikt trainingstoestel voor zweegvliegclubs in Duitsland en Nederland. In West-Duitsland gelegerde Canadezen maakten hier kennis met de K4 en exporteerden een aantal exemplaren naar zweefvliegclubs in Canada en de Verenigde Staten.

## Specificaties K4

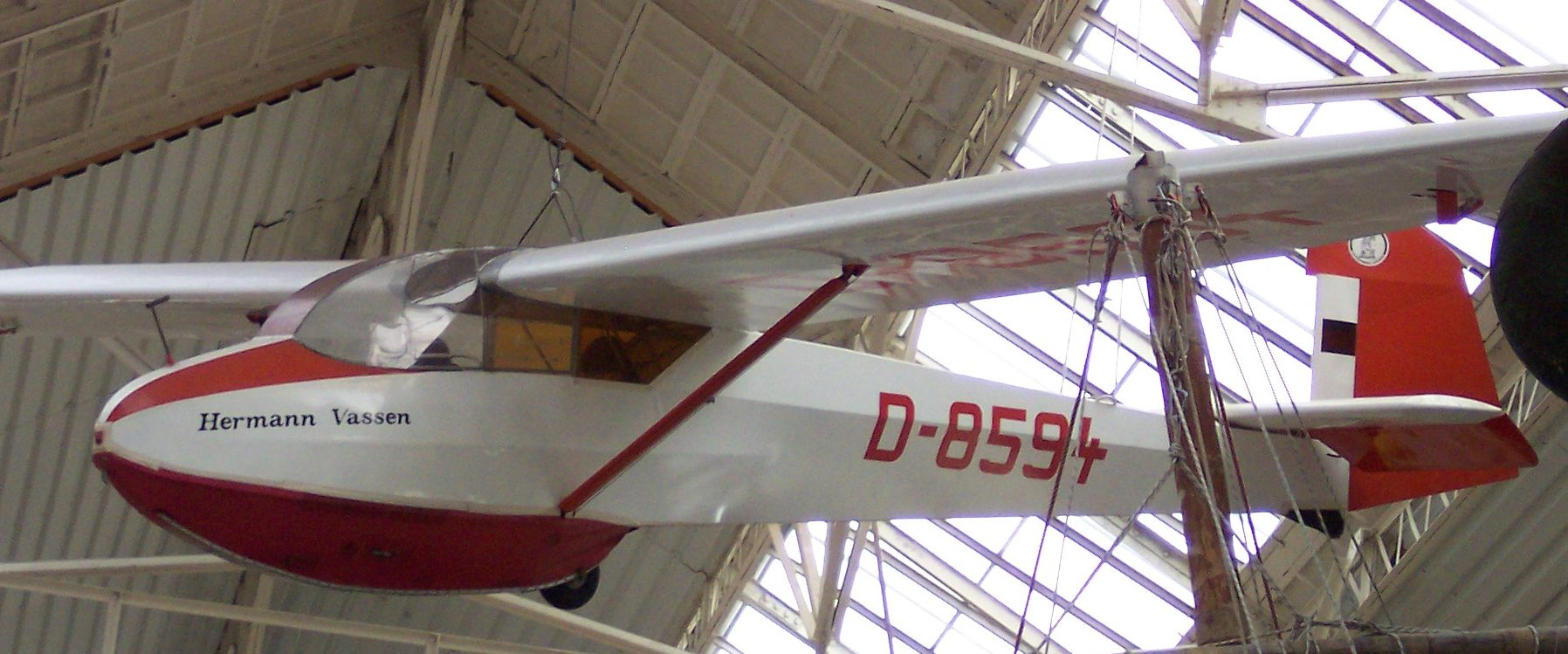
Rhönlerche in het Technikmuseum Speyer

### Algemene eigenschappen
- Bijnaam: Rhönlerche
- Bemanning: 1
- Passagiers: 1 passagier/leerling
- Spanwijdte: 13,0 m
- Lengte: 7,3 m
- Vleugel oppervlak: 16,34 m²
- Aspect ratio: 10,3:1
- Profiel: wortel - Goettingen 533 (15,7%), tip - Goettingen 533 (12,5%)
- Leeg gewicht: 220 kg
- Maximaal gewicht: 400 kg

### Prestaties
- Overtreksnelheid: 56 km/u
- Maximale snelheid: 170 km/h
- Maximale glijhoek: 17,5:1 bij 78 km/h
- Minimale daalsnelheid: 1,1 m/s bij 62 km/h
- Vleugel belasting: 24,5  kg/m²
- g limieten: +4,7 -2,3 bij 170 km/h